# ريوسيه سايتو
ريوسيه سايتو (باليابانية: 齊藤 隆成) (30 أبريل 1994 في أوساكا في اليابان – )؛ هو لاعب كرة قدم ياباني سابق كان يلعب كمدافع.

## وصلات خارجية
- ريوسيه سايتو على موقع رابطة كرة القدم اليابانية للمحترفين (اليابانية)
- ريوسيه سايتو على موقع قاعدة بيانات كرة القدم.إي يو (الإنجليزية)
- ريوسيه سايتو على موقع Soccerway.com (الإنجليزية)